# Фёдорова, Елена Афанасьевна
Елена Афанасьевна Фёдорова (1922, Кировоградская область, Украинская ССР — неизвестно, село Кведа-Насакирали, Махарадзевский район, Грузинская ССР) — рабочая Насакиральского совхоза Министерства сельского хозяйства СССР, Махарадзевский район, Грузинская ССР. Герой Социалистического Труда (1951).

## Биография
Родилась в 1922 году в крестьянской семье в одном из сельских населённых пунктов современной Кировоградской области. В послевоенные поехала на работу по набору в Махарадзевский район Грузинской ССР, где требовались рабочие на чайные плантации местных сельскохозяйственных предприятий. Трудилась в Насакиральском совхозе имени Сталина Махарадзевского района, директором которого был Михаил Георгиевич Гварджаладзе.
В 1950 году собрала 6174 килограмма зелёного чайного листа на участке площадью 0.5 гектара. Указом Президиума Верховного Совета СССР от 1 сентября 1951 года удостоена звания Героя Социалистического Труда за "получение высокого урожая сортового зелёного чайного листа в 1949 году с вручением ордена Ленина и золотой медали «Серп и Молот» (№ 6164).
Этим же указом званием Героя Социалистического Труда были награждены труженицы Насакиральского совхоза Мария Тимофеевна Ивахнова, Ирина Артёмовна Ковалёва, Анна Порфировна Прокопенко, Антонина Сергеевна Соболева, Прасковья Яковлевна Сотник и Лидия Терентьевна Топчиева.
После выхода на пенсию проживала в селе Кведа-Насакирали (с 1976 года — посёлок). Дата смерти не установлена.
Награды
- Герой Социалистического Труда
- Орден Ленина
- Медаль «За трудовую доблесть» (05.07.1949)